# Avinyó
Avinyó es un municipio de Cataluña perteneciente a la provincia de Barcelona, en la comarca del Bages. Según datos de 2020 su población era de 2289 habitantes. Incluye los núcleos de Avinyó, Horta d'Avinyó, Santa Eugenia de Relat y La Vall d'Urbisol. Está situado en el valle de la Gavarresa.

## Historia
Aparece citado como Avingone en un documento de 974 en el que se cedía esa tierra al monasterio de San Benito de Bages. Más adelante quedó en manos de la familia Queralt y más tarde en la de los Cardona. Hasta mediados del siglo XIX este municipio se denominó como Aviñó.

## Demografía
Avinyó cuenta con una población de 2313 habitantes (INE 2024).
| Gráfica de evolución demográfica de Avinyó entre 1842 y 2021 |
| |
| Población de derecho según los censos de población del INE. Población de hecho según los censos de población del INE.En este censo se denominaba Aviñó: 1842. Entre el censo de 1857 y el anterior, crece el término del municipio porque incorpora a Santa María de Horta. |

## Cultura
La iglesia parroquial, dedicada a San Juan, Santa Coloma y Santa María, aparece documentada en 1232. Fue ampliada en 1665 y modificada de nuevo en los siglos XVII y XVIII. Durante estas reformas, los ábsides originales fueron substituidos por otros de estilo neorománico. En Horta se conserva la iglesia de Santa María con muros y el ábside de estilo románico. La fachada principal fue reformada en 1683.
Dentro del término municipal se encuentran diversas capillas como la de San Marcial de Relat, románica aunque las bóvedas fueron reformadas y sustituidas por otras de estilo gótico. Sobre la riera Gavarresa se encuentra un puente gótico del siglo XIV que fue reconstruido en diversas ocasiones.

## Economía
Los cultivos son de secano, principalmente cereales. En la ganadería destaca el sector porcino. Es notable la importancia de la viña, años atrás todavía mucho más extendida, pero que se ha ido transformando profundamente con la introducción de cepas de calidad y métodos de cultivo adelantados. La denominación de origen Pla de Bages potenciará todavía más esta actividad. 
Con respecto a la industria, importante al municipio, sobresale la textil, pese a sus crisis. El núcleo de población principal está situado en el margen derecho de la riera de Relat, en un terreno relativamente plano. Atraviesan el término la carretera B-431 (que comunica con Prats de Lluçanès y Artés) y la BP-4313 (en Balsareny y Santa M. de Oló).